# Арнис
Арнис или эскрима — филиппинское боевое искусство. Обучение начинается с работы с оружием (палки, ножи, бо), позже изучаются техники рукопашного боя (панантукан). Используются единые двигательные принципы при рукопашном бое и бое с оружием. В эпоху колониализма испытала сильное влияние испанского фехтования дестреза, унаследовав от него раздел эспада и дага (исп. espada y daga).
Отличительные особенности арниса — пластичная и скоростная, «текучая» манера ведения боя, атаки конечностей противника, сближение с противником на опережение при контратаках, передвижения по треугольным траекториям, смещение на переднюю ногу веса (в силу специфики работы с оружием).
В игре Mortal Kombat: Armageddon рукопашную версию этого стиля использует Куан Чи[значимость факта?].

## Стили арнис
- FCS Kali - Filippino Combat Systems - Филиппинские боевые системы
- Комбатан
- Модерн Арнис
- Эскрима Серрада
- Сайок Кали
- Филиппино комбэтивс
- Дог Бразерс
- Виллабриалле кали
- Эскрима Контра Темпо
- Эскрима Де Кампо
- Балинтавак Эскрима
- Абанико Трес Пунтас
- Ламеко Эскрима
- Пекити-Тирсия Кали
- Иллюстриссимо Кали
- Инаян Эскрима
- Иносанто Кали
- Рапид Арнис
- Голд Камагон Арнис-Эскрима
- Субго Ларго Мано Систем
- Кун-тао Арнис
- Деквередас
- Пангамот
- Доче Парес
- Эскридо